# Elżbieta Szydłowiecka
Elżbieta z Szydłowieckich Radziwiłłowa herbu Odrowąż (ur. w styczniu 1533 w Szydłowcu, zm. 1562 w Wilnie) – polska szlachcianka, hrabina szydłowiecka w 1547–1562, kalwinistka.
Była córką kanclerza wielkiego koronnego Krzysztofa Szydłowieckiego i Zofii Targowickiej z Targowisk herbu Tarnawa, urodziła się już po śmierci ojca. Była siostrą Zofii, Krystyny, Marii, Anny, Ludwika Mikołaja i Zygmunta.
Na mocy układu rodzinnego zawartego w 1536 roku, ustalono m. in., że dwie trzecie Szydłowca przypadnie Elżbiecie, a pozostała część Krystynie. Z biegiem lat o Elżbietę zaczął starać się potężny magnat litewski Mikołaj Radziwiłł Czarny. Uroczystości ślubne odbyły się 12 lutego 1548 roku na zamku w Sandomierzu przy udziale króla Zygmunta Augusta i królowej Bony Sforzy. Jeszcze przed zawarciem małżeństwa Elżbieta uzyskała pewność, że dobra szydłowieckie wraz z miastem w całości staną się jej wianem.
Jedna trzecia dóbr szydłowieckich nadal należała do jej siostry, wydanej za księcia Janusza ziębickiego. Potrzebujący pieniędzy książę Janusz zwrócił się do Elżbiety z żądaniem sprzedaży Szydłowca i spłacenia mu tej części, jaką na dobrach szydłowieckich miała jego małżonka. Elżbieta i jej matka prosiły księcia ziębickiego, aby nie zmuszał ich do sprzedaży rodzinnej ziemi, a tym samym aby Szydłowca „w obce ręce nie puścił”. Prosiły go także o wyrozumiałość i cierpliwość, obiecując, że gdy Elżbieta wyjdzie za mąż, „wtedy ten komu się dostanie, rad to zapłaci”. Prośba przyniosła skutek, książę ziębicki bowiem zrezygnował ze sprzedaży Szydłowca, zażądał za swoją część 2000 zł. Po pewnych targach Zofia Szydłowiecka zgodziła się ostatecznie na tę kwotę i w połowie 1547 roku zawiadomiła zięcia, że może odebrać określoną sumę. Pełnomocnicy księcia Janusza odebrali pieniądze w Krakowie z rąk hetmana Jana Tarnowskiego.